# 대한민국 민법 제248조
대한민국 민법 제248조'”는 소유권 이외의 재산권의 취득시효에 대한 민법 물권법 소유권 조문이다.

## 조문
제248조(소유권 이외의 재산권의 취득시효) 전3조의 규정은 소유권 이외의 재산권의 취득에 준용한다.

第248條(所有權 以外의 財産權의 取得時效) 前3條의 規定은 所有權 以外의 財産權의 取得에 準用한다.

## 참고 문헌
- 오현수, 일본민법, 진원사, 2014. ISBN 978-89-6346-345-2
- 오세경, 대법전, 법전출판사, 2014 ISBN 978-89-262-1027-7
- 이준현, LOGOS 민법 조문판례집, 미래가치, 2015. ISBN 979-1-155-02086-9

## 같이 보기
- 취득시효